# Jak Ali Harvey
Jak Ali Harvey (nascut com Jacques Montgomery Harvey a Hanover Parish, Jamaica, el 4 de maig de 1989) és un atleta turc. És velocista. Harvey es converteix en el primer atleta turc a rebre una medalla de plata al Campionat Europeu d'Atletisme 2016 en 100 m llisos, amb un temps de 10.07.